# Heinrichswil-Winistorf

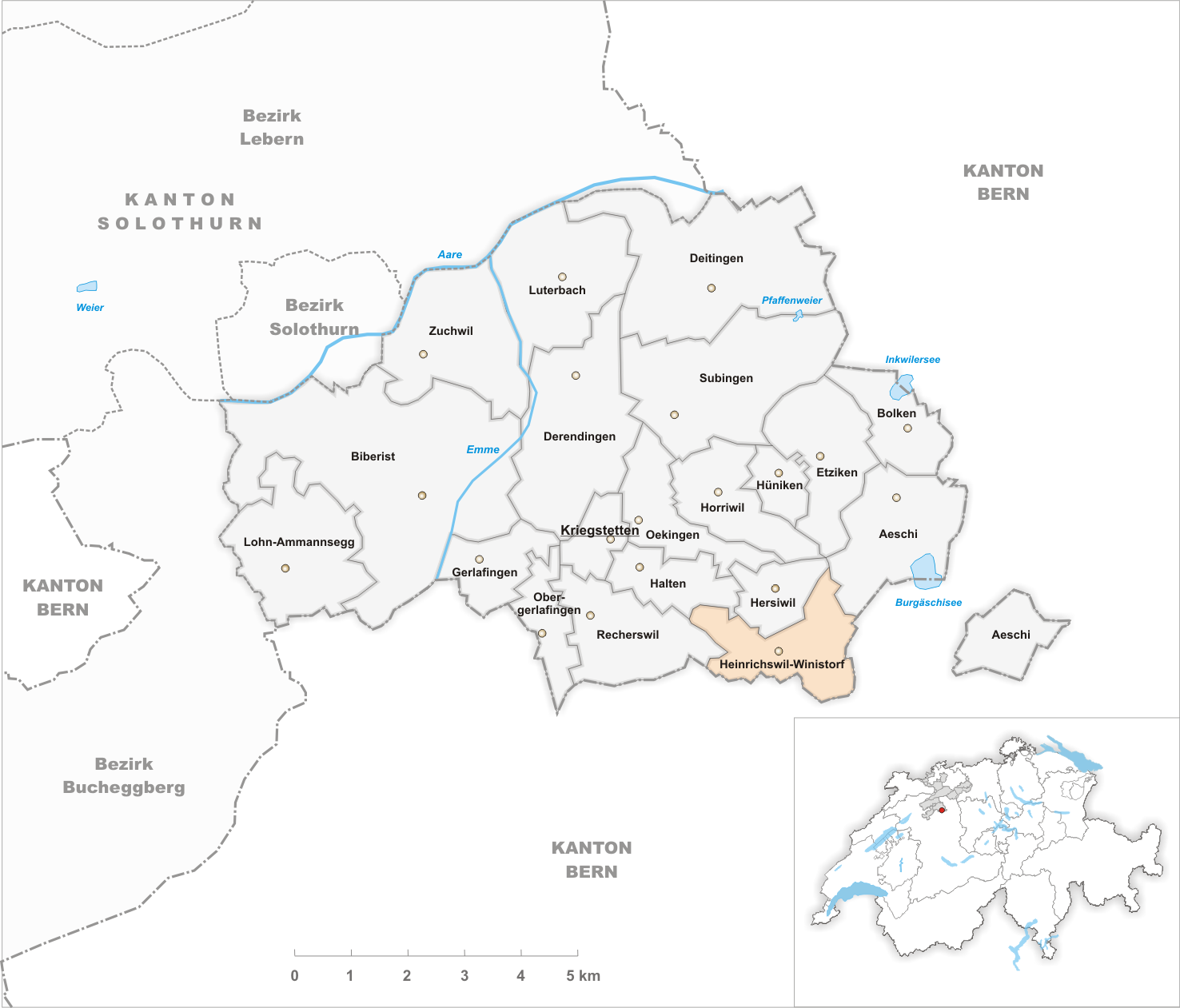
Gemeindestand vor der Fusion am 1. Januar 2013

Heinrichswil-Winistorf (im lokalen Dialekt Heinrichswiu-Winischtorf) war bis zum 31. Dezember 2012 eine politische Gemeinde im Bezirk Wasseramt des Kantons Solothurn in der Schweiz. 1993 entstand die Doppelgemeinde aus der Fusion der vorher selbständigen Gemeinden Heinrichswil und Winistorf.
Per 1. Januar 2013 fusionierte Heinrichswil-Winistorf mit der Gemeinde Hersiwil zur neuen politischen Gemeinde Drei Höfe.

## Geographie
Heinrichswil-Winistorf liegt auf 475 m ü. M., rund zehn Kilometer südöstlich des Kantonshauptortes Solothurn (Luftlinie). Das Dorf erstreckt sich in der leicht gewellten Landschaft östlich der Schwemmebene der Emme, im südlichen Solothurner Mittelland.
Die Fläche des 3,1 km² grossen ehemaligen Gemeindegebiets umfasst einen Abschnitt der Moränenlandschaft im äusseren Wasseramt, die durch den eiszeitlichen Rhonegletscher geformt wurde. Der zentrale Teil des Gebietes wird von der Schotterebene südwestlich des Burgäschisees eingenommen, die durch den Chrümelbach zur Ösch entwässert wird. Nach Norden erstreckt sich der ehemalige Gemeindeboden in den Aegertenwald, in welchem mit 506 m ü. M. die höchste Erhebung von Heinrichswil-Winistorf erreicht wird. Im Nordwesten reicht die Fläche über die Anhöhe des Ghöch (496 m ü. M.) bis in den Herrenwald und an den Rand der Schwemmebene der Emme. Von der ehemaligen Gemeindefläche entfielen 1997 6 % auf Siedlungen, 42 % auf Wald und Gehölze und 52 % auf Landwirtschaft.
Die Doppelgemeinde besteht aus den drei Ortsteilen:
- Heinrichswil, 478 m ü. M., am Nordrand der Talebene des Chrümelbachs, 190 Einwohner (1990)
- Winistorf, 473 m ü. M., in der Talebene des Chrümelbachs, 220 Einwohner (1990)
- Mösli, 470 m ü. M., am Südrand des Aegertenwaldes, im Tal des Chrümelbachs (war früher Teil der Gemeinde Winistorf)

Daneben gehören auch einige Einzelhöfe zur ehemaligen Gemeinde. Nachbargemeinden von Heinrichswil-Winistorf waren Recherswil, Halten, Hersiwil und Aeschi im Kanton Solothurn sowie Seeberg, Hellsau, Höchstetten und Willadingen im Kanton Bern.

## Bevölkerung
Mit 535 Einwohnern (Stand 31. Dezember 2012) gehörte Heinrichswil-Winistorf zu den kleineren Gemeinden des Kantons Solothurn. Von den Bewohnern sind 97,7 % deutschsprachig, 0,4 % italienischsprachig und 0,4 % sprechen Englisch (Stand 2000). Die Bevölkerungszahl von Heinrichswil-Winistorf belief sich 1850 auf 229 Einwohner, 1900 auf 231 Einwohner. Im Verlauf des 20. Jahrhunderts stieg die Bevölkerungszahl insgesamt bis 1970 (285 Einwohner) nur wenig an. Erst seither wurde eine deutliche Bevölkerungszunahme verbunden mit einer Verdoppelung der Einwohnerzahl innerhalb von 30 Jahren verzeichnet.

## Wirtschaft

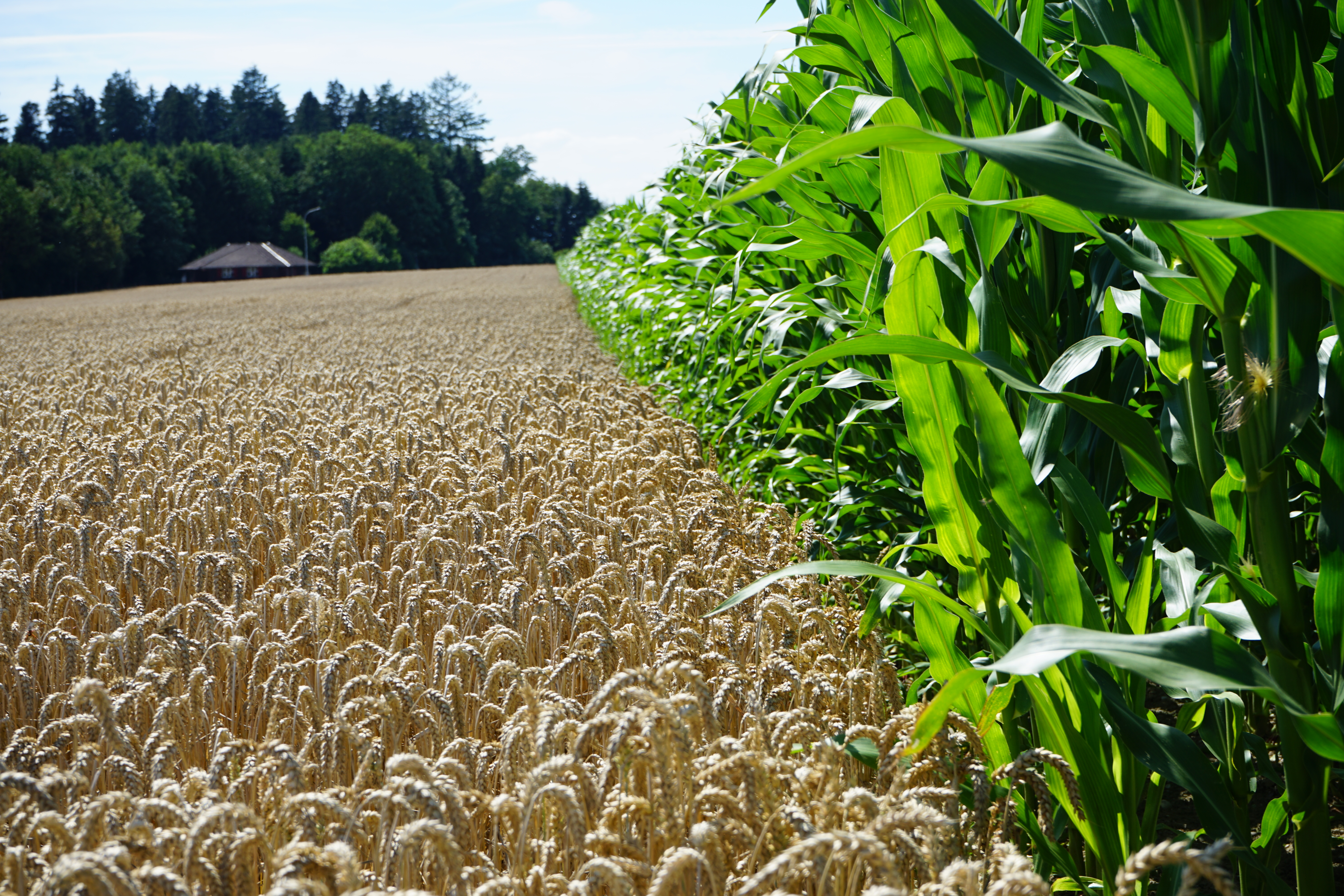
Maisfeld und Weizenfeld bei Winistorf

Heinrichswil-Winistorf war bis in die zweite Hälfte des 20. Jahrhunderts eine vorwiegend durch die Landwirtschaft geprägte Gemeinde. Noch heute haben der Ackerbau und der Obstbau sowie die Viehzucht und die Forstwirtschaft einen wichtigen Stellenwert in der Erwerbsstruktur der Bevölkerung. Weitere Arbeitsplätze sind im lokalen Kleingewerbe und im Dienstleistungssektor vorhanden, unter anderem in Betrieben des Baugewerbes. In den letzten Jahrzehnten hat sich das Dorf zu einer Wohngemeinde entwickelt. Viele Erwerbstätige sind deshalb Wegpendler, die hauptsächlich in den Regionen Solothurn, Herzogenbuchsee und Bern arbeiten. Während in Winistorf bislang nur wenige neue Häuser entstanden, wurden Heinrichswil und Mösli jeweils um ein bedeutendes Wohnquartier erweitert.

## Verkehr

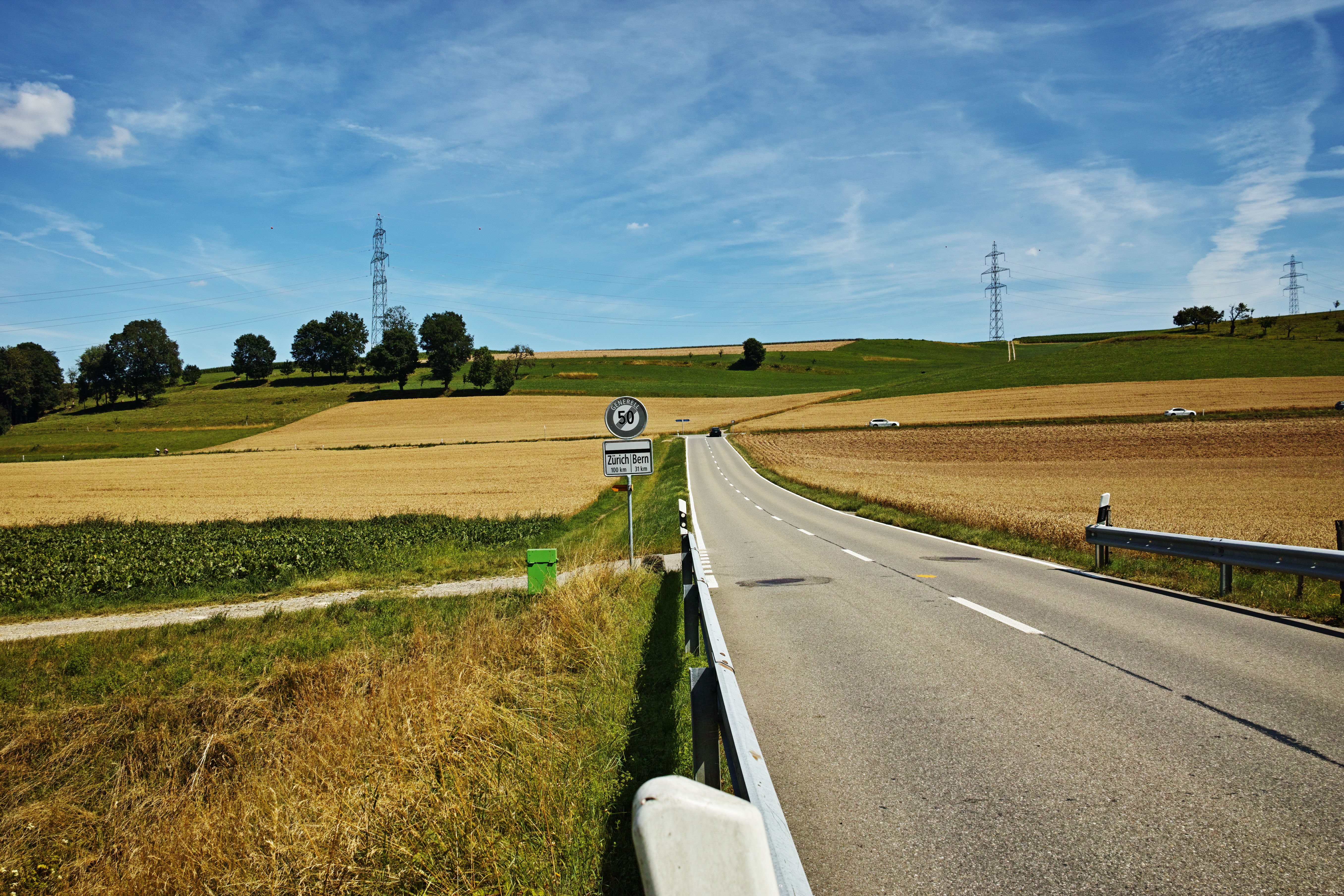
Blick von der Strasse nach Winistorf (Gemeinde Drei Höfe) ortsauswärts nach Südosten zur Schweizer Hauptstrasse 1 in der Bildmitte

Die ehemalige Gemeinde ist verkehrsmässig gut erschlossen, obwohl sie abseits der grösseren Durchgangsstrassen an einer Verbindungsstrasse von Kriegstetten nach Seeberg liegt. Der nächste Anschluss an die Autobahn A1 (Bern–Zürich) befindet sich rund 5 km vom Ortskern entfernt. Durch die Buslinie der BSU, welche die Strecke von Kriegstetten nach Steinhof bedient, sind alle drei Siedlungen von Heinrichswil-Winistorf an das Netz des öffentlichen Verkehrs angeschlossen.

## Geschichte
Das ehemalige Gemeindegebiet von Heinrichswil-Winistorf war schon früh bewohnt, was durch einige Funde aus der römischen Epoche im Aegertenwald bestätigt wird. Die erste urkundliche Erwähnung von Heinrichswil erfolgte 1317 unter dem Namen Heinrichswile, in der Bedeutung von Gehöft des Heinrich. Winistorf wird bereits 1311 erstmals unter dem heutigen Namen genannt. Später erschienen die Bezeichnungen Wingisdorf (1345), Windenstorf (1464), Wundistorff (1505) und Winnistorff (1531). Dieser Ortsname geht auf den althochdeutschen Personennamen Wino zurück.
Beide Dörfer gehörten seit dem Mittelalter zur Herrschaft Halten, kamen mit dieser 1466 an die Stadt Solothurn und wurden der Vogtei Kriegstetten zugeteilt. Erst mit dem Wyniger Vertrag ging 1665 auch die hohe Gerichtsbarkeit von Bern an Solothurn über. Nach dem Zusammenbruch des Ancien Régime (1798) gehörten Heinrichswil und Winistorf während der Helvetik zum Distrikt Biberist und ab 1803 zum Bezirk Kriegstetten, der 1988 offiziell in Bezirk Wasseramt umbenannt wurde. Die Gemeinde besitzt keine eigene Kirche; sie gehört zur Pfarrei Kriegstetten.
Bis 1798 bildete Heinrichswil zusammen mit dem benachbarten Hersiwil eine Doppelgemeinde. Danach hatte bis 1854 die Dreihofgemeinde Heinrichswil-Hersiwil-Winistorf Bestand, bevor alle drei Orte zu politisch selbständigen Gemeinden erhoben wurden. Mit Wirkung auf den 1. Januar 1993 fusionierten Heinrichswil und Winistorf zur neuen Gemeinde Heinrichswil-Winistorf. Im Jahre 2012 waren Fusionsvorbereitungen zu einem Wiederaufleben der gemeinsamen Gemeinde mit Hersiwil im Gange. Die neue Gemeinde wird in Anlehnung an die Vergangenheit Drei Höfe genannt.

## Wappen
Blasonierung
Dreimal sparrenweise geteilt von Grün und Weiss, belegt mit schwarzem Pfahl mit gelber Ähre
Mit der Gemeindefusion wurde für die neue Gesamtgemeinde ein neues Wappen entworfen. Man einigte sich auf das Wappen von Winistorf und fügte die grüne Farbe vom Heinrichswiler Wappen ein.

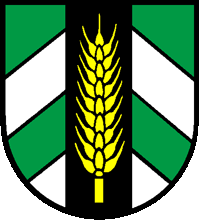
Wappen Gesamtgemeinde
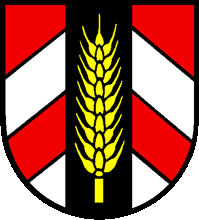
Winistorf
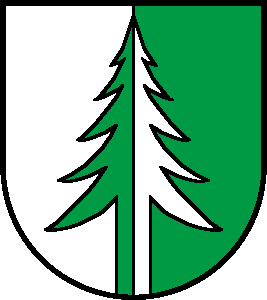
Heinrichswil